# Boemondo
Boemondo  è un nome proprio di persona italiano maschile.

## Origine e diffusione
Deriva dai germanici boiamund, baamund, boamud, baamont, baamund, composti dalle radici bojen ("Boi") e munda ("difesa", "protezione"). Significa "protettore dei Boi". Venne importato in Italia dai Normanni.
La variante veneta è Bajamonte. Altre varianti sono Buiamonte e Baiamonte, in latino di Boemundus, un significato alternativo è "uomo forte".

## Onomastico
L'onomastico si festeggia l'11 settembre, in memoria di san Boemondo.

## Persone
- Boemondo d'Altavilla, figlio di Roberto il Guiscardo, principe di Taranto, successivamente nominato principe d'Antiochia (1058-1111).
- Boemondo II d'Antiochia, principe di Antiochia (1108-1130).
- Boemondo III d'Antiochia, principe di Antiochia (1144-1201).
- Boemondo IV d'Antiochia, principe di Antiochia (1172-1233).
- Boemondo V d'Antiochia, principe di Antiochia, conte di Tripoli (m. 1252).
- Boemondo VI d'Antiochia, principe di Antiochia, conte di Tripoli (1237-1275).
- Boemondo VII d'Antiochia, principe di Antiochia nominale, conte di Tripoli (m. 19 ottobre 1287).
- Boemondo, duca di Puglia, presunto figlio di Guglielmo II d'Altavilla, re di Sicilia, secondo la testimonianza di Roberto di Torigny (la storiografia e le fonti accreditate danno invece Guglielmo II senza discendenza diretta).[7]
- Boemondo I di Manoppello, conte normanno di Tarsia e Manoppello (m. 1157).[8][9]
- Boemondo II di Manoppello, conte normanno di Tarsia e Manoppello (m. 1169)[8] (succeduto a Boemondo di Tarsia, del quale, nonostante l'omonimia, non era parente).[9]
- Boemondo, signore del feudo di Oppido Mamertina dal 1266 al 1277, con il titolo di barone.[10]
- Boemondo di Cariati (m. 1295), che, per il sostegno dato alla casa d'Angiò, fu decorato con il Cingolo Militare nel 1272.[11]
- Bajamonte Tiepolo o Boemondo Tiepolo detto il Gran Cavaliere (Venezia, ... – Croazia, 1328), rivoluzionario veneziano.